# Informacijski sistem
Sistem je katerakoli skupina komponent (funkcij, ljudi, aktivnosti, dogodkov, itd.), ki so v medsebojni interakciji/ relaciji za doseganje predhodno definiranih ciljev (ciljna usmerjenost).
Informacijski sistem (kratica: IS) je urejen in organiziran sistem, ki uporabnike oskrbuje z vsemi potrebnimi informacijami za odločanje. Osnovne aktivnosti informacijskega sistema so zbiranje, shranjevanje, obdelava in posredovanje rezultatov končnim uporabnikom.

## Delitev IS
Informacijske sisteme delimo na :
- formalne
- neformalne

Druga delitev, razmejuje informacijske sisteme na :
- računalniško podprte
- računalniško nepodprte

## Vrste IS
Glede na namen uporabe, lahko delimo informacijske sisteme na sledeče vrste :
- Sistemi za upravljanje delovnih procesov (Workflow System - WS)
- Transakcijski informacijski sistemi (Transaction Processing System - TPS)
- Upravljalno-ravnateljevalni informacijski sistemi (Management Information System - MIS)
- Odločitveni sistemi (Decision Support System - DSS)
- Ekspertni sistemi (Expert System – ES)

## Pisarniški informacijski sistemi
Podpirajo različne pisarniške procese z namenom izboljšanja razdelitve, poteka dela in komunikacije zaposlenih. Podpira aplikacije za urejanje besedil, elektronsko pošto, sklicevanje sestankov, elektronsko shranjevanje in priklic dokumentov,... (primer takšnih aplikacij je LibreOffice, MS Exchange..)

## Življenjski cikli razvoja IS
Razvoj informacijskega sistema lahko strnemo v 4 medsebojno povezane faze :
- analiza (tu gre predvsem za analizo uporabniških zahtev)
- načrtovanje (zasnova)
- izvedba (programiranje, takšna in drugačna realizacija aplikacij)
- vpeljava (izobraževanje končnih uporabnikov glede uporabe IS sistema)
- vzdrževanje, prenova (nov IS)